# Anelaphus similis
Anelaphus similis es una especie de escarabajo longicornio del género Anelaphus, categorizada en la tribu Elaphidiini, de la subfamilia Cerambycinae. Fue descrita por Schaeffer en 1908.

## Descripción
Mide 6,5-14 mm de longitud.

## Distribución
Se distribuye por México y Estados Unidos.